# Prix national de la photographie (Espagne)
Le Prix national de la Photographie (en espagnol : Premio Nacional de la Fotografía) est un prix qui est décerné chaque année depuis 1994 par le ministère espagnol de la Culture. Il récompense l'œuvre d'un photographe qui, par sa création artistique, a contribué à enrichir le patrimoine culturel espagnol. Le prix est doté de 30 000 euros.

## Histoire
Avant 1994, les photographes pouvaient être honorés par un prix qui n'est pas uniquement consacré à la photographie, le Prix national d'arts plastiques. Ce fut par exemple le cas de Francesc Català Roca en 1983 et de Agustí Centelles en 1984,.

## Lauréats

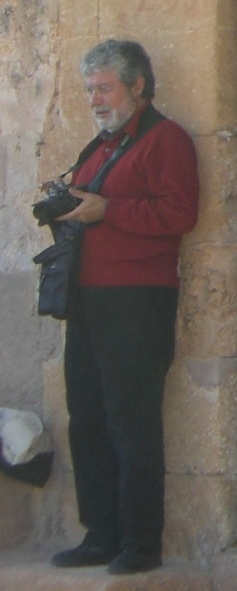
Toni Catany en 2008.

Ce prix a été décerné depuis sa création en 1994 sans interruption :
- 1994 : Gabriel Cualladó[5]
- 1995 : Javier Vallhonrat[6]
- 1996 : Cristina García Rodero[7]
- 1997 : Humberto Luis Rivas Ribeiro[8]
- 1998 : Joan Fontcuberta[9]
- 1999 : Alberto García-Alix[10]
- 2000 : Chema Madoz[11]
- 2001 : Toni Catany[12]
- 2002 : Joan Colom[13]
- 2003 : Carlos Pérez Siquier[14]
- 2004 : Ramón Masats[15]
- 2005 : Bárbara Allende (Ouka Leele)[16]
- 2006 : Pablo Pérez-Mínguez[17]
- 2007 : Manuel Vilariño[18]
- 2008 : María Bleda et José María Rosa[19]
- 2009 : Gervasio Sánchez (es)[20]
- 2010 : José Manuel Ballester (es)[21]
- 2011 : Rafael Sanz Lobato (es)[22]
- 2012 : Eugeni Forcano (es)[23]
- 2013 : Alberto Schommer (es)[24]
- 2014 : Colita (es), qui refuse le prix par opposition à la politique du gouvernement[25]
- 2015 : Juan Manuel Castro Prieto[26]
- 2016 : Isabel Muñoz[27]
- 2017 : Cristina de Middel (es)[28]
- 2018 : Leopoldo Pomés (es)[29]
- 2019 : Montserrat Soto (es)[30]
- 2020 : Ana Teresa Ortega (es)[31]
- 2021 : Pilar Aymerich Puig (es)[32]
- 2022 : Cristóbal Hara[33]